# Palpomyia nigripalpis
Palpomyia nigripalpis är en tvåvingeart som beskrevs av Maurice Emile Marie Goetghebuer 1934. Palpomyia nigripalpis ingår i släktet Palpomyia och familjen svidknott.
Artens utbredningsområde är Spanien. Inga underarter finns listade i Catalogue of Life.